# 佐東伸哉
佐東 伸哉（さとう しんや、1978年10月15日 - ）は、日本の男性総合格闘家。青森県弘前市出身。

## 来歴
プロレスラー船木誠勝の中学の後輩にあたり、船木に憧れプロレスラーになることを決意し、地元で唯一レスリング部のある東奥義塾高校へと進学する。レスリング部に所属しながら3年時にはサンボも始め青森県大会で優勝した。
アマチュアで総合格闘技の技術を習得してからプロレスラーを目指そうと考え、高校卒業後に上京し1997年8月にパンクラスオフィシャルジムのP's LAB東京に入会。
1998年、アマチュア修斗のワンマッチに参戦し3戦3勝の戦績を残す。
2000年3月、第6回全日本コンバットレスリング選手権大会では3回戦で、修斗の佐藤ルミナ(同大会、76kg級優勝)を相手に唯一人判定まで持ち込む。
2000年9月に行われた第7回 全日本アマチュア修斗選手権でミドル級3位に入賞。
2000年12月、地元青森県弘前市で行われた、パンクラス『船木誠勝引退記念興行』でプロデビュー戦を行う。2004年5月5日よりリングネームを本名の『佐藤』から『佐東』に改名した。

## 戦績

### プロ総合格闘技
| 総合格闘技 戦績 | 総合格闘技 戦績 | 総合格闘技 戦績 | 総合格闘技 戦績 | 総合格闘技 戦績 | 総合格闘技 戦績 | 総合格闘技 戦績 |
| --------------- | --------------- | --------------- | --------------- | --------------- | --------------- | --------------- |
| 33 試合         | (T)KO           | 一本            | 判定            | その他          | 引き分け        | 無効試合        |
| 10 勝           | 0               | 4               | 6               |                 | 9               | 0               |
| 14 敗           | 3               | 6               | 5               |                 | 9               | 0               |

| 勝敗 | 対戦相手                     | 試合結果                          | 大会名                                   | 開催年月日     |
| ×    | 石塚一                       | 1R 2:19 TKO                       | Global Fightingsport Game 4              | 2024年11月3日  |
| ○    | エスカル御殿                 | 5分2R終了 判定3-0                 | Global Fightingsport Game 3              | 2023年11月19日 |
| ○    | 餅瓶太                       | 3分2R終了 判定2-0                 | SWAT! 158                                | 2017年3月20日  |
| ×    | 太田裕之                     | 8:29 チョークスリーパー           | ZST BATTLE HAZARD 04                     | 2010年7月3日   |
| △    | 伊藤健一 伊藤有起            | タッグマッチ 15分3本勝負 時間切れ | ZST.18 旗揚げ6周年記念大会               | 2008年11月23日 |
| ○    | 吾妻エメルソン               | 1R 4:48 腕ひしぎ十字固め          | ZST.16                                   | 2008年2月24日  |
| ×    | 竹田誠志                     | 1R 1:45 腕ひしぎ十字固め          | SWAT!-RX1                                | 2007年9月9日   |
| △    | 太田裕之                     | 3分2R終了 時間切れ                | ZST.13                                   | 2007年6月10日  |
| ×    | 金原正徳                     | 1R 0:56 腕ひしぎ十字固め          | ZST.12                                   | 2007年2月12日  |
| △    | 所英男 バレット・ヨシダ      | タッグマッチ 10分1R終了 時間切れ  | ZST.11                                   | 2006年11月23日 |
| △    | 小柳津弘                     | 5分2R終了 時間切れ                | ZST.10                                   | 2006年9月10日  |
| ×    | 小谷直之                     | 1R 2:10 アームバー                | ZST GT-F2                                | 2006年5月27日  |
| △    | 奥出雅之                     | 5分2R終了 時間切れ                | ZST.9                                    | 2006年2月18日  |
| ○    | 金原正徳                     | 2R 2:47 アームロック              | ZST.8                                    | 2005年11月23日 |
| △    | 伊藤有起                     | 5分2R終了 時間切れ                | ZST BATTLE HAZARD 02                     | 2005年9月10日  |
| ○    | 高屋祐規                     | 1R 0:24 チョークスリーパー        | ZST.7                                    | 2005年5月3日   |
| ×    | 石田光洋                     | 1R 3:03 TKO (タオル投入)          | D.O.G DEMOLITION of Octagon Gear         | 2005年3月12日  |
| △    | 櫛田雄二郎                   | 5分2R終了 延長引き分け            | ZST-GP2 ファイナルステージ               | 2005年1月23日  |
| △    | ミンダウガス・スミルノヴァス | 5分2R終了 延長引き分け            | ZST.6                                    | 2004年9月12日  |
| ×    | 所英男                       | 1R 3:23 三角絞め                  | ZST BATTLE HAZARD 01                     | 2004年7月4日   |
| △    | 花井岳文                     | 5分2R終了 延長引き分け            | ZST.5                                    | 2004年5月5日   |
| ○    | 毛利昭彦                     | 5分2R終了 判定3-0                 | DEMOLITION 031227                        | 2003年12月27日 |
| ○    | 並木光生                     | 5分2R終了 判定3-0                 | DEMOLITION atom                          | 2003年11月19日 |
| ×    | 前田吉朗                     | 5分2R終了 判定0-2                 | PANCRASE 2003 HYBRID TOUR                | 2003年6月22日  |
| ○    | 宮下智也                     | 5分2R終了 判定3-0                 | DEMOLITION 030501                        | 2003年5月1日   |
| ×    | 中原太陽                     | 5分2R終了 判定0-3                 | DEMOLITION 030223                        | 2003年2月23日  |
| ×    | 飯田崇人                     | 1R 4:49 腕ひしぎ十字固め          | DEMOLITION 021013                        | 2002年10月13日 |
| ×    | 芹澤健市                     | 1R 7:17 TKO 膝蹴り                | PREMIUM CHALLENGE                        | 2002年5月6日   |
| ×    | 熊谷真尚                     | 5分2R終了 判定38-40               | ORG 1st Costume Competition              | 2002年2月10日  |
| ○    | 美木航                       | 2R 3:07 腕ひしぎ十字固め          | DEEP 3rd IMPACT                          | 2001年12月23日 |
| ×    | 長岡弘樹                     | 5分3R終了 延長判定0-3             | PANCRASE ネオブラッド・トーナメント1回戦 | 2001年7月29日  |
| ○    | 木村仁要                     | 5分3R終了 判定3-0                 | PANCRASE ネオブラッド・トーナメント予選  | 2001年5月5日   |
| ×    | 佐藤光留                     | 10分1R終了 判定0-3                | PANCRASE 2000 TRANS TOUR                 | 2000年12月9日  |

### グラップリング
| 勝敗 | 対戦相手 | 試合結果                            | 大会名                                                       | 開催年月日     |
| △    | 高城光弘 | 3×3ルール 先鋒戦 1R7分終了 引き分け | SWAT!165                                                     | 2018年5月12日  |
| △    | 篠宮敏久 | 1R7分終了 引き分け                  | SWAT! 157                                                    | 2016年11月27日 |
| ○    | 森清悟   | 1R 1:28 腕ひしぎ十字固め            | SWAT!32                                                      | 2010年3月14日  |
| △    | 伊藤健一 | 1R7分終了 引き分け                  | SWAT！- GX2                                                  | 2007年11月4日  |
| ×    | 久田賢二 | 判定0-3                             | 第4回プロ･アマオープン キャッチレスリングトーナメント 準決勝 | 2006年2月26日  |
| ○    | 井上学   | 3:52 チョークスリーパー             | 第4回プロ･アマオープン キャッチレスリングトーナメント 3回戦  | 2006年2月26日  |
| ○    | 美木航   | 1:19 脇固め                         | 第4回プロ･アマオープン キャッチレスリングトーナメント 2回戦  | 2006年2月26日  |

### アマチュア総合格闘技
| 勝敗 | 対戦相手                 | 試合結果  | 大会名                                 | 開催年月日    |
| ×    | 徳岡靖之                 | 判定20-21 | 第7回全日本アマチュア修斗選手権 準決勝 | 2000年9月10日 |
| ○    | ティモシー・ジャマティー | 判定27-21 | 第7回全日本アマチュア修斗選手権 2回戦  | 2000年9月10日 |
| ○    | 並木光生                 | 判定22-20 | 第7回全日本アマチュア修斗選手権 1回戦  | 2000年9月10日 |

## 表彰
- 青森県高校総体レスリング大会・グレコローマンスタイル -68kg級 優勝
- 青森県サンボ選手権 ジュニアの部 -70kg級 優勝
- 第7回 全日本アマチュア修斗選手権 ミドル級 3位（2000年9月10日）
- 第16回 全日本コンバットレスリング選手権 66kg級 3位[35]（2010年3月20日）